# I'm Your Girl (싱글)
〈I'm Your Girl〉는 S.E.S.가 일본에서 발매한 리믹스 싱글이다.

## 설명
- 오리콘 주간차트에서 최고순위 82위, 판매량은 3,090장을 기록했다.

## 트랙 리스트
1. めぐりあう世界 (MIAMI DJ MIX)
  - 작사: 시마노 사토시 / 작곡: 시마노 사토시 / 편곡: DJ UNCLE AL (Co-Produce: LEC)
2. Believe in Love (JOHN ROBINSON GROOVE MIX)
  - 작사: 이와사토 유호 / 작곡: 시마노 사토시 / 편곡: John Robinson
3. ('Cause) I'm your Girl (KREVA MIX)
  - 작사: 유영진 / 작곡: 유영진 / 편곡: KREVA(from KICK THE CAN CREW)
4. Oh, My Love (CYBER SOUL MIX)
  - 작사: 최수정 / 작곡: 최수정 / 편곡: T.HAKETA